# Le Malade imaginaire

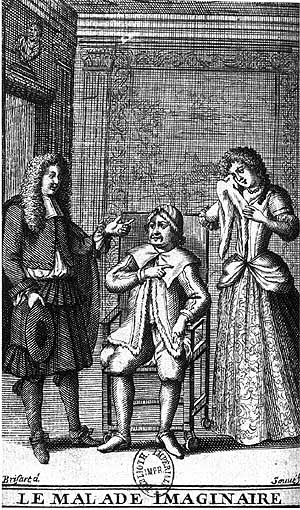
Frontispice de l'édition de 1682.

Pour les articles homonymes, voir Le Malade imaginaire (homonymie).
Le Malade imaginaire, dernière œuvre dramatique écrite par Molière, est une comédie-ballet en prose en trois actes, créée le 10 février 1673 par la Troupe du Roi sur la scène du Palais-Royal à Paris, avec une musique de scène composée par Marc-Antoine Charpentier et des ballets réglés par Pierre Beauchamp.

## Personnages

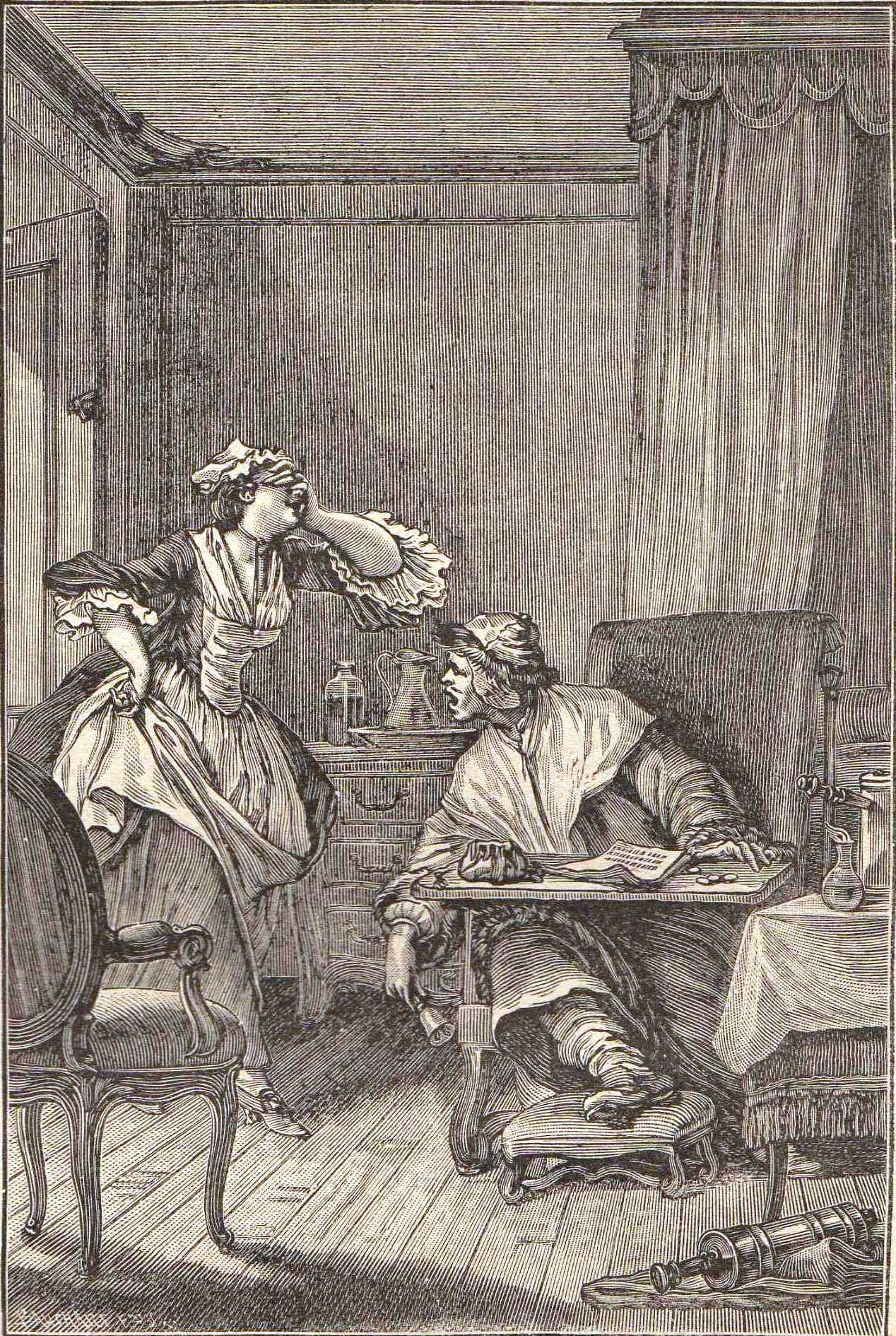
: « Ah ! chienne ! ah ! carogne ! »
(faisant semblant de s'être cogné la tête) : « Diantre soit fait de votre impatience ! Vous pressez si fort les personnes, que je me suis donné un grand coup de la tête contre la carne d'un volet ».
(Le Malade imaginaire, gravure de Moreau le jeune).

- Argan, le malade imaginaire (hypocondriaque).
- Toinette, servante, confidente d'Angélique.
- Béline, seconde femme d'Argan , femme vénale. Belle-mère d'Angélique et de Louison.
- Béralde, frère d'Argan.
- Angélique, fille aînée d'Argan.
- Louison, fille cadette d'Argan et sœur d'Angélique.
- Cléante, amant d'Angélique.
- Monsieur Purgon, médecin, preparateur de clystère.
- Monsieur Diafoirus, médecin.
- Thomas Diafoirus, médecin, fils de Monsieur Diafoirus choisi par Argan pour se marier avec Angélique.
- Monsieur Bonnefoy, notaire, non de bonne foi.
- Monsieur Fleurant, apothicaire

## Résumé de la pièce
La pièce tourne autour d'Argan, le « malade imaginaire ». Il est veuf et a épousé 
en secondes noces Béline, qui simule des soins attentionnés, mais n'attend en réalité que la mort de son mari pour hériter. Il se fait faire des saignées et des purges et absorbe toutes sortes de remèdes, prescrits par des médecins pédants, plus soucieux de complaire à leur patient que de concourir à améliorer sa santé. Pour les berner, Toinette, sa servante, se déguise en médecin et lui dispense de nombreux conseils ironiques et moqueurs pour la profession.
Argan prévoit de marier sa fille ainée Angélique à Thomas Diafoirus, fils de médecin et lui-même médecin. Mais celle-ci est éperdument amoureuse de Cléante et ne veut pas se marier avec Thomas Diafoirus. Elle et Cléante s'avouent leurs sentiments grâce à une chanson (à la demande d'Argan), mais qui servait surtout à mettre en avant les qualités de chanteuse d'Angélique devant les Diafoirus. Pour savoir qui est vraiment sincère entre Angélique et Béline, Toinette recommande à Argan de faire le mort. Sa femme, appelée par Toinette, manifeste, devant celui qu'elle croit trépassé, sa joie d'en être débarrassée. Angélique, appelée ensuite par Toinette, manifeste un chagrin sincère à la mort de son père, qui arrête aussitôt son jeu et accepte l'union avec Cléante, à la condition que celui-ci devienne médecin. Béralde, frère d'Argan, conseille à ce dernier de devenir médecin à son tour, menant à une fin burlesque de la pièce, à savoir la cérémonie bouffonne de l'intronisation du « malade imaginaire » comme médecin.

## La dernière comédie de Molière
À la quatrième représentation, Molière qui joue le rôle d'Argan devient réellement malade, mais s'efforce de cacher sa douleur. Ses comédiens, comprenant que leur chef est vraiment mal en point, ferment les rideaux. Il n'est pas mort sur scène, c'est une légende qui s'est construite ultérieurement. Les médecins l'emmènent chez lui. Il y meurt quelques heures plus tard, entouré de sa femme, Armande Béjart, et de quelques personnes. Entretemps, il demande à faire venir un prêtre pour recevoir les derniers sacrements (en adjurant du fait de l'excommunication des comédiens, c'est-à-dire en renonçant très symboliquement, mais formellement, par écrit, au métier de comédien, comme sa belle-mère Madeleine Béjart morte un an plus tôt jour pour jour), mais le seul prêtre qui accepte de se déplacer arrive sur place trop tard,.

## Analyse de la pièce

### Satire des médecins
La satire des médecins, qui exploitent la peur de la mort ou de la maladie, préexiste dans le théâtre français du Moyen Âge. Elle se retrouve dans les pièces de la commedia dell'arte aussi bien que dans le théâtre français du XVIIe siècle.  
Molière explore ce thème pour la première fois dans Le Médecin volant, une farce peu connue, puis dans Dom Juan ou le Festin de Pierre (1665) : le domestique Sganarelle s'y habille en médecin, se fait passer pour un grand érudit et ose parler comme tel. 
De manière récurrente, Molière emploie deux procédés comiques : la ridiculisation du jargon des médecins et le faux-semblant vestimentaire, puisque le déguisement suffit à transformer son porteur.

### Rire de la mort
Une des thématiques importantes du Malade imaginaire est le rire sur la mort, qui est récurrente : Argan a peur de mourir, les amants Angélique et Cléante songent au suicide si jamais ils sont séparés, la plus jeune fille d'Argan fait semblant de mourir, pour échapper à la correction. Et, point d'orgue, Argan feint la mort afin de connaître les vrais sentiments de sa femme et de sa fille aînée.

### La musique et la danse dans la pièce

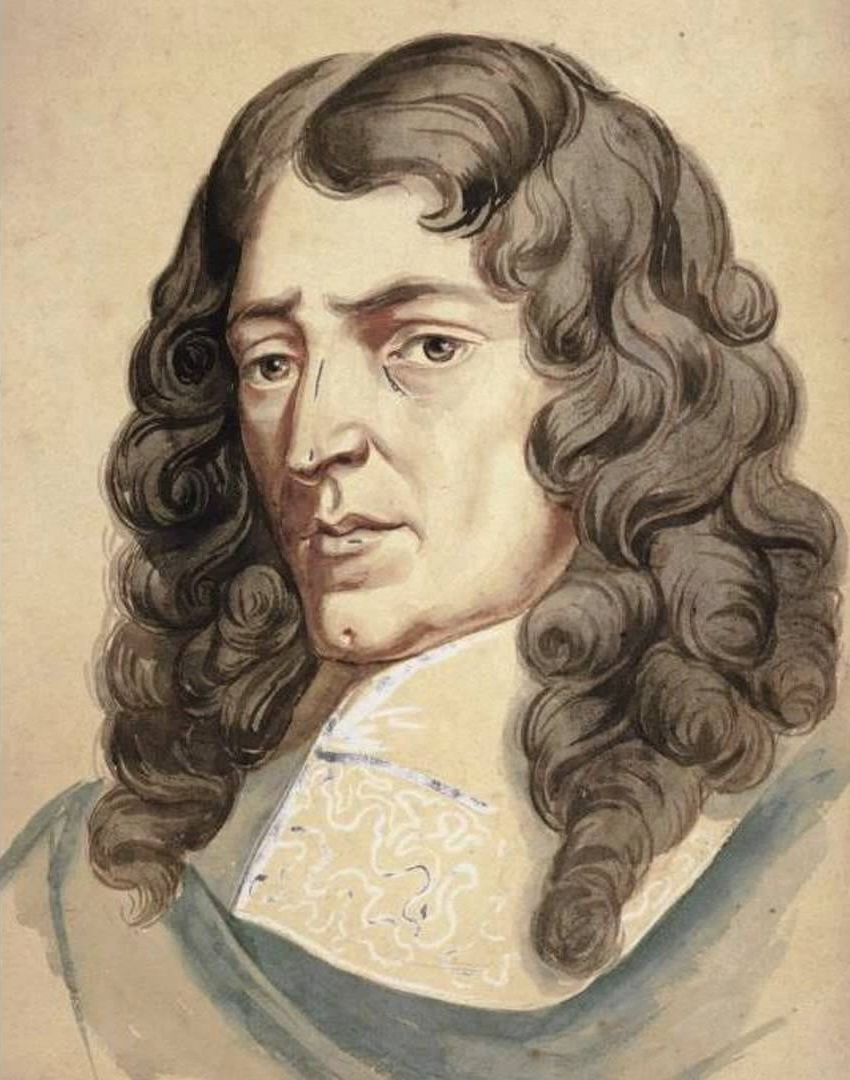
Marc-Antoine Charpentier.

La comédie de Molière était donnée initialement avec des intermèdes musicaux et dansés à la fin de chaque acte, y compris l'intronisation finale d'Argan à la médecine. Cléante et Angélique chantent une courte pièce au début du deuxième acte. Marc-Antoine Charpentier a composé plus qu'une musique de scène, elle est référencée aujourd'hui, H.495, H.495 a et H.495 b dans le catalogue de ses œuvres. Le jeune compositeur avait succédé à Jean-Baptiste Lully brouillé avec Molière. Mais le surintendant de la musique prenant des mesures, afin de limiter l'importance des effectifs dans une musique dont il ne serait pas l'auteur, Charpentier fut obligé de remanier deux fois sa partition, nous laissant ainsi trois versions. Par la suite, certaines parties de la musique ont été dispersées et n'ont été retrouvées qu'en 1980 dans les archives de la Comédie-Française par le musicologue américain John S. Powel, complétant l'édition de H. W. Hitchcock, musicologue, auteur du catalogue raisonné des œuvres de Marc-Antoine Charpentier,. 
Le livret indique que les danseurs étaient présents dès le prologue. La Grange a précisé dans son Registre à la page 142 que douze danseurs et douze violons étaient employés pour le spectacle, ce qui donnait un important montant de frais quotidiens.
Le 16 mars 1990, à Paris au théâtre du Châtelet, la pièce est montée pour la première fois dans sa création d'origine, avec la musique de Charpentier (première version H.495, qui dure plus d'une heure), dans une mise en scène de Jean-Marie Villégier, une chorégraphie de Francine Lancelot, William Christie à la n direction des Arts Florissants.
Le 22 janvier 2022, à Nantes au théâtre Graslin, la pièce est montée une seconde fois dans sa version de comédie-ballet, avec la musique de Charpentier, dans une mise en scène de Vincent Tavernier, une chorégraphie de Marie-Geneviève Massé, avec Hervé Niquet / Nicolas André à la direction du Concert spirituel.

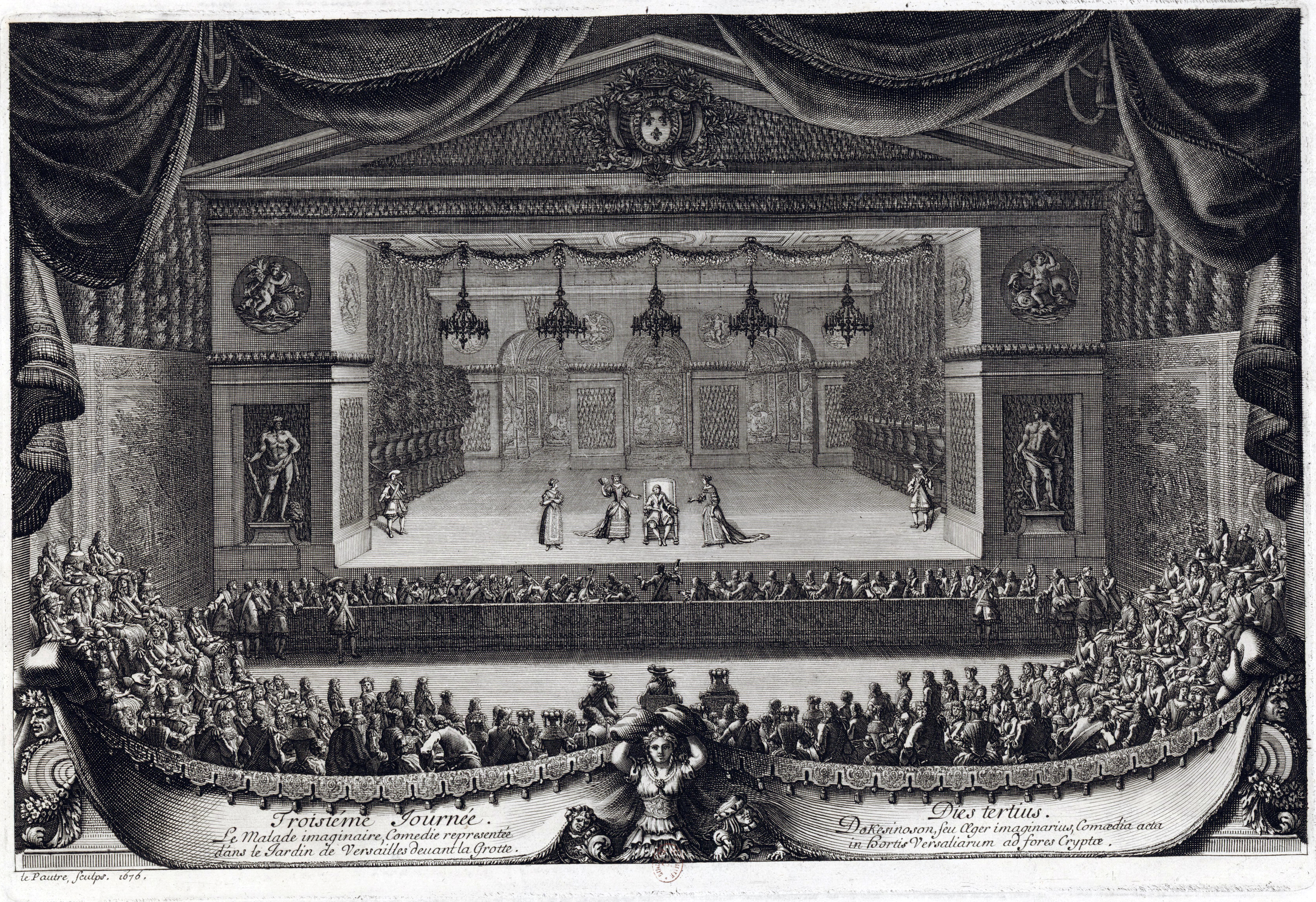
Représentation du 19 juillet 1674 lors des fêtes de Versailles. Marc-Antoine Charpentier, sans doute, dirige la musique.

D'autres compositeurs s'essayèrent dans « l'illustration musicale » de la pièce. On peut citer l'Ouverture composée par Jacques Offenbach, alors directeur de la musique de la Comédie-française en 1851, puis par Léon Roques en 1860. Le 28 novembre 1892, la pièce est montée au théâtre Porel avec de nouveau la musique de Charpentier révisée par Camille Saint-Saëns. Au XXe siècle, d'autres compositeurs sont mis à contribution, André Jolivet (1944), Georges Auric (1958), Jean-Claude et Angélique Nachon (1991), Marc-Olivier Dupin (2001). L'édition scientifique du CMBV parue en 2019, Monumentale Charpentier, Musique pour les comédies de Molière, sous la direction de Catherine Cessac, pourrait mettre un terme à ces collaborations.

## Voir aussi

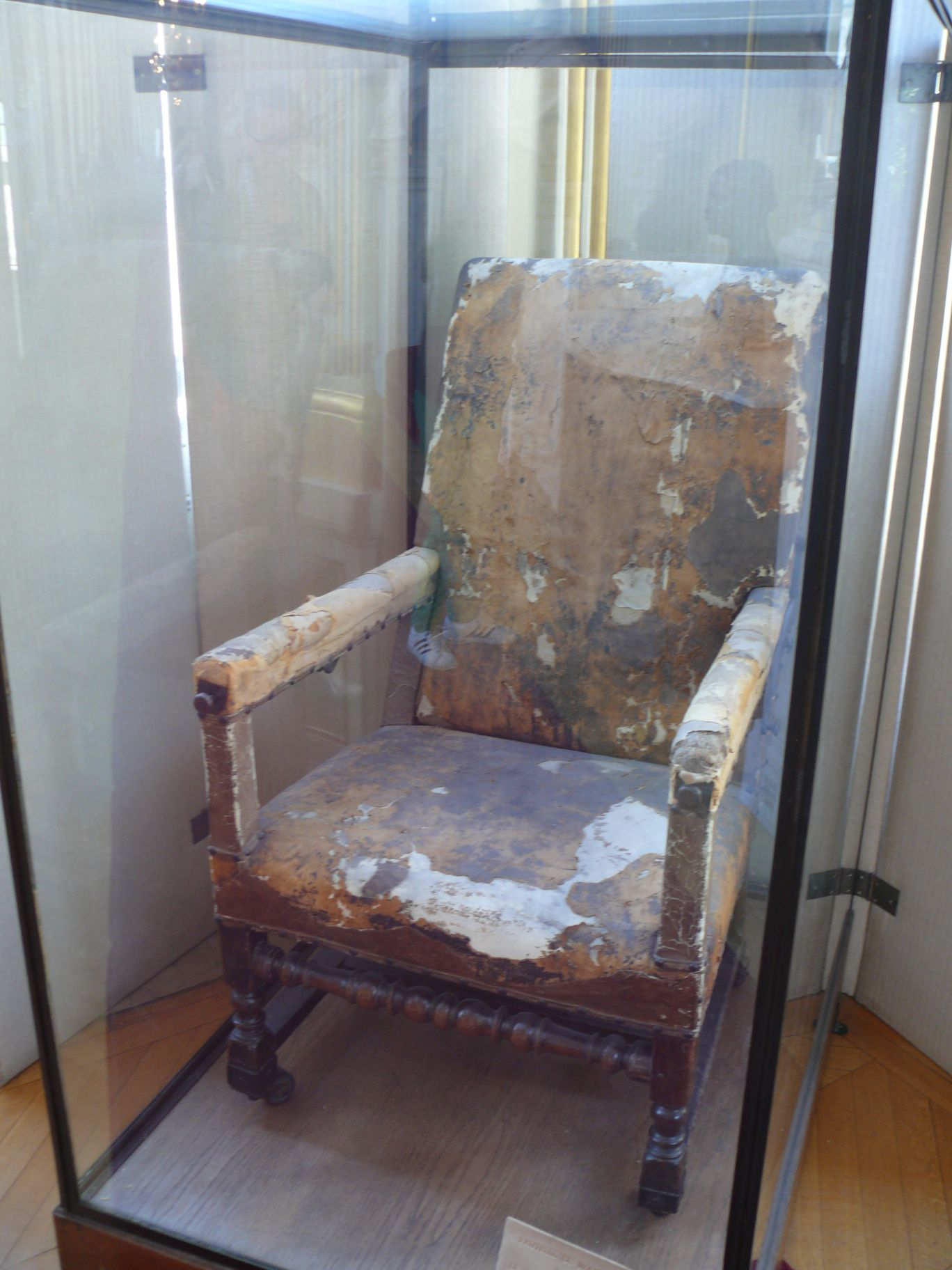
Fauteuil utilisé par Molière lors de sa dernière représentation du Malade imaginaire exposé à la salle Richelieu de la Comédie-Française.